# Play-off
In de sport is een play-off of eindronde een confrontatie tussen teams met als doel een kampioen, promotie/degradatie, of vergelijkbare beslissing te bepalen na een reguliere competitie. Hierbij wordt meestal een serie wedstrijden gespeeld volgens het knock-outsysteem, maar een play-off kan ook bestaan uit een kleine competitie, uit een uit- en een thuiswedstrijd, of uit één wedstrijd, op een van beide thuisvelden of op neutraal terrein.
Play-offs worden aan het einde van een seizoen gespeeld, om uit te maken welk team kampioen wordt, met name in de Verenigde Staten. Ook komen er steeds vaker varianten van play-offs de sportwereld in. Zo worden er bij schaatsen skate-offs gehouden om de selecties voor de EK's, WK's en Olympische Spelen te bepalen. Bij het bobsleeën kent men een soortgelijke procedure, alleen dan wordt het een bob-off genoemd. Bij tennis wordt in de Billie Jean King Cup Wereldgroep I en in Wereldgroep II promotie/degradatie bevochten via play-offs. Dit gebeurt ook in de Davis Cup.

## Voetbal

### Nederland
In Nederland worden ook in de Eredivisie en de Eerste Divisie sinds het seizoen 2005-2006 play-offs gespeeld.

#### Eredivisie
Sinds het seizoen 2023/24 heeft Nederland 2 directe Champions League-plaatsen en één voor de groepsfase van de Europa League. De kampioen en vicekampioen krijgen een rechtstreeks ticket naar de groepsfase van de Champions League. De nummer 3 mag deelnemen aan de voorronde van de Champions League. Als de bekerwinnaar in datzelfde jaar in de top 4 van de Eredivisie eindigt gaat de club die vierde is geëindigd naar de groepsfase van de Europa League. Nummer 5 gaat naar de 2e voorronde van de Europa League en de nummers 6 tot en met 9 strijden in de play-offs voor een ticket in de 2e voorronde van de Europa League.
Als de bekerwinnaar niet in de top 4 van de Eredivisie eindigt, gaat het ticket voor de groepsfase van de Europa League naar de bekerwinnaar. Het ticket voor de voorronde van de Europa League is dan voor de nummer 4, en de play-offs worden gespeeld tussen de nummers 5 en 8 (als de bekerwinnaar hier niet bijzit; anders doet de nummer 9 mee).

#### Eerste Divisie
In de Eerste Divisie promoveren de winnaar en runner-up van de competitie rechtstreeks naar de Eredivisie. Verder nemen acht clubs uit de Eerste Divisie deel aan de play-offs in de hoop promotie te bewerkstelligen; de periodekampioenen aangevuld met de beste eerste elftallen in de eindranglijst. Ook de nummers zestien van de Eredivisie neemt deel aan deze play-offs om zich op het hoogste niveau te proberen handhaven.

### België
In het Belgisch voetbal promoveren de kampioenen van de lagere nationale klassen rechtstreeks naar een hogere reeks. Daarnaast worden eindronden georganiseerd om na de competitie te beslissen welke extra clubs promoveren na het einde van het seizoen. Ook enkele clubs onderaan in de diverse reeksen komen in de play-offs terecht om hun plaats in de divisie te verdedigen tegen enkele clubs uit de lagere reeks.
Maar ook in de Jupiler Pro League wordt de kampioen bepaald door een vorm van play-offs. De eerste zes ploegen uit de reguliere competitie bepalen onderling de kampioen. De nummers 7 t/m 12 nemen deel aan de Europe Play-offs. De winnaar hiervan gaat namelijk een duel spelen tegen de nummer 4 van de Champions' Play-offs voor het laatste Europese ticket. (Als de bekerwinnaar binnen de top 4 eindigt, wordt tegen de nummer 5 van de Champions Play-offs gespeeld)
Eredivisie

1960 · 1975 · 1987 · 1988
Eerste divisie

1973 · 1974 · 1975 · 1976 · 1977 · 1978 · 1979 · 1980 · 1981 · 1982 · 1983 · 1984 · 1985 · 1986 · 1987 · 1988 · 1989 · 1990 · 1991 · 1992 · 1993 · 1994 · 1995 · 1996 · 1997 · 1998 · 1999 · 2000 · 2001 · 2002 · 2003 · 2004 · 2005

Vanaf 2006 staan alle competities op 1 pagina.

2006 · 2007 · 2008 · 2009 · 2010 · 2011 · 2012 · 2013 · 2014 · 2015 · 2016 · 2017 · 2018 · 2019 · 2020 · 2021 · 2022 · 2023 · 2024 · 2025

## Golf
Als een golfwedstrijd eindigt met meerdere spelers met een gelijke winnende score, dan spelen de winnaars door om te bepalen wie de titel verdient. Dit kan gebeuren door een vaststaand aantal extra holes te spelen, of door sudden death.

## Hockey

### Nederland
Sinds het seizoen 1992/93 bij de vrouwen en twee seizoenen later ook bij de mannen wordt middels play-offs gestreden om het landskampioenschap hockey. Deze play-offs volgen aan het eind van het seizoen aansluitend op de laatste competitieronde in mei. De vier hoogstgeklasseerde clubs mogen deelnemen aan de play offs.

## Basketbal
De Dutch Basketball League Playoffs zijn in het seizoen 1977-1978 in het Nederlandse basketbal geïntroduceerd. Sinds de invoering van de BNXT League strijden na afloop van de reguliere competitie de zes beste Nederlandse clubs met elkaar voor het Nederlands kampioenschap en de acht beste Belgische clubs voor de Belgische titel.
2004 · 2005 · 2006 · 2007 · 2008 · 2009 · 2010 · 2011 · 2012 · 2013 · 2014 · 2015 · 2016 · 2017 · 2018 · 2019